# Кисляковский сельсовет (Московская область)
Кисляковский сельсовет — упразднённая административно-территориальная единица, существовавшая на территории Московской губернии и Московской области до 1954 года.
Акуловский сельсовет был образован в первые годы советской власти. По данным 1922 года он входил в состав Константиновской волости Сергиевского уезда Московской губернии.
В 1922 году Акуловский с/с был переименован в Кисляковский сельсовет.
В 1924 году к Кисляковскому с/с был присоединён Сахаровский с/с.
По данным 1926 года в состав сельсовета входили 3 населённых пункта — Кисляково, Акулово и Сахарово, а также Иоакиманский погост.
В 1929 году Кисляковский с/с был отнесён к Константиновскому району Кимрского округа Московской области.
17 июля 1939 года к Кисляковскому с/с был присоединён Лихенинский сельсовет (селения Лихенино, Бородкино, Егорьевское и Ново). Тогда же из Козловского с/с в Кисляковский было передано селение Базыкино.
14 июня 1954 года Кисляковский с/с был упразднён. При этом его территория была передана в Константиновский с/с.